# San Marino nos Jogos Olímpicos
San Marino competiu em 15 Jogos Olímpicos de Verão e 10 Jogos Olímpicos de Inverno. É o país menos populoso e também o menor território nacional com independência política a lograr uma medalha na história dos Jogos.
Entre seus atletas de maior sucesso estão Alessandra Perilli, Francesco Amici, Emanuela Felici e Gian Marco Berti. A primeira medalha da história do país veio com o bronze de Alessandra Perilli, na competição de Tiro (fossa olímpica feminina) em Tóquio-2020. Dois dias depois, Perilli e Gian Marco Berti conseguiram a segunda medalha da história do país, ganhando a prata no Tiro (fossa olímpica - duplas mistas). Nos mesmos jogos, o país ganharia ainda uma terceira medalha, de bronze.
Com uma população de 33.600 habitantes (em 2021), San Marino é o país menos populoso a ganhar uma medalha nas Olimpíadas, superando por pouco as menores nações anteriores, Bermuda (Jogos Olímpicos de Verão) e Liechtenstein (Jogos Olímpicos de Inverno).

## Liste de Medalhistas
| Medalha           | Atleta                              | Jogos       | Esporte        | Evento                        |
| ----------------- | ----------------------------------- | ----------- | -------------- | ----------------------------- |
| Medalha de bronze | Alessandra Perilli                  | Tóquio-2020 | Tiro Esportivo | Fossa olímpica: feminino      |
| Medalha de prata  | Alessandra Perilli Gian Marco Berti | Tóquio-2020 | Tiro Esportivo | Fossa olímpica: duplas mistas |

## Quadros histórico de medalhas
| Jogos                 | Atletas        | Ouro | Prata | Bronze | Total | Posição |
| 1960 Roma             | 9              | 0    | 0     | 0      | 0     | -       |
| 1964 Toquio           | Não Participou |      |       |        |       |         |
| 1968 Cidade do Mexico | 4              | 0    | 0     | 0      | 0     | -       |
| 1972 Munique          | 7              | 0    | 0     | 0      | 0     | -       |
| 1976 Montreal         | 10             | 0    | 0     | 0      | 0     | -       |
| 1980 Moscou           | 16             | 0    | 0     | 0      | 0     | -       |
| 1984 Los Angeles      | 19             | 0    | 0     | 0      | 0     | -       |
| 1988 Seul             | 11             | 0    | 0     | 0      | 0     | -       |
| 1992 Barcelona        | 17             | 0    | 0     | 0      | 0     | –       |
| 1996 Atlanta          | 1              | 0    | 0     | 0      | 0     | –       |
| 2000 Sydney           | 4              | 0    | 0     | 0      | 0     | –       |
| 2004 Atenas           | 5              | 0    | 0     | 0      | 0     | –       |
| 2008 Beijing          | 5              | 0    | 0     | 0      | 0     | –       |
| 2012 Londres          | 5              | 0    | 0     | 0      | 0     | –       |
| 2016 Rio de Janeiro   | 4              | 0    | 0     | 0      | 0     | –       |
| 2020 Tóquio           | 5              | 0    | 1     | 2      | 3     | -       |
| Total                 | Total          | 0    | 1     | 2      | 3     | -       |

| Jogos               | Atletas        | Ouro | Prata | Bronze | Total | Posição |
| 1976 Innsbruck      | 2              | 0    | 0     | 0      | 0     | -       |
| 1980 Lake Placid    | Não Participou |      |       |        |       |         |
| 1984 Saraievo       | 3              | 0    | 0     | 0      | 0     | -       |
| 1988 Calgary        | 5              | 0    | 0     | 0      | 0     | -       |
| 1992 Albertville    | 3              | 0    | 0     | 0      | 0     | —       |
| 1994 Lillehammer    | 3              | 0    | 0     | 0      | 0     | —       |
| 1998 Nagano         | Não Participou |      |       |        |       |         |
| 2002 Salt Lake City | 1              | 0    | 0     | 0      | 0     | —       |
| 2006 Turim          | 1              | 0    | 0     | 0      | 0     | —       |
| 2010 Vancouver      | 1              | 0    | 0     | 0      | 0     | —       |
| 2014 Sóchi          | 2              | 0    | 0     | 0      | 0     | —       |
| 2018 PyeongChang    | Evento Futuro  |      |       |        |       |         |
| 2022 Pequim         | Evento Futuro  |      |       |        |       |         |
| Total               | Total          | 0    | 0     | 0      | 0     | -       |